# Fabryka fajansu w Kole
Fabryka fajansu w Kole – fabryka fajansu w Kole, założona w 1842 roku przez Józefa Freudenreicha. Położony pomiędzy ulicami Sienkiewicza i Zieloną, na terenie osiedla Warszawskiego.
Do rejestru zabytków wyposażenie i budynek fabryki zostały wpisany 29 maja 1974 roku, a następnie 15 marca 1993 roku.

## Historia

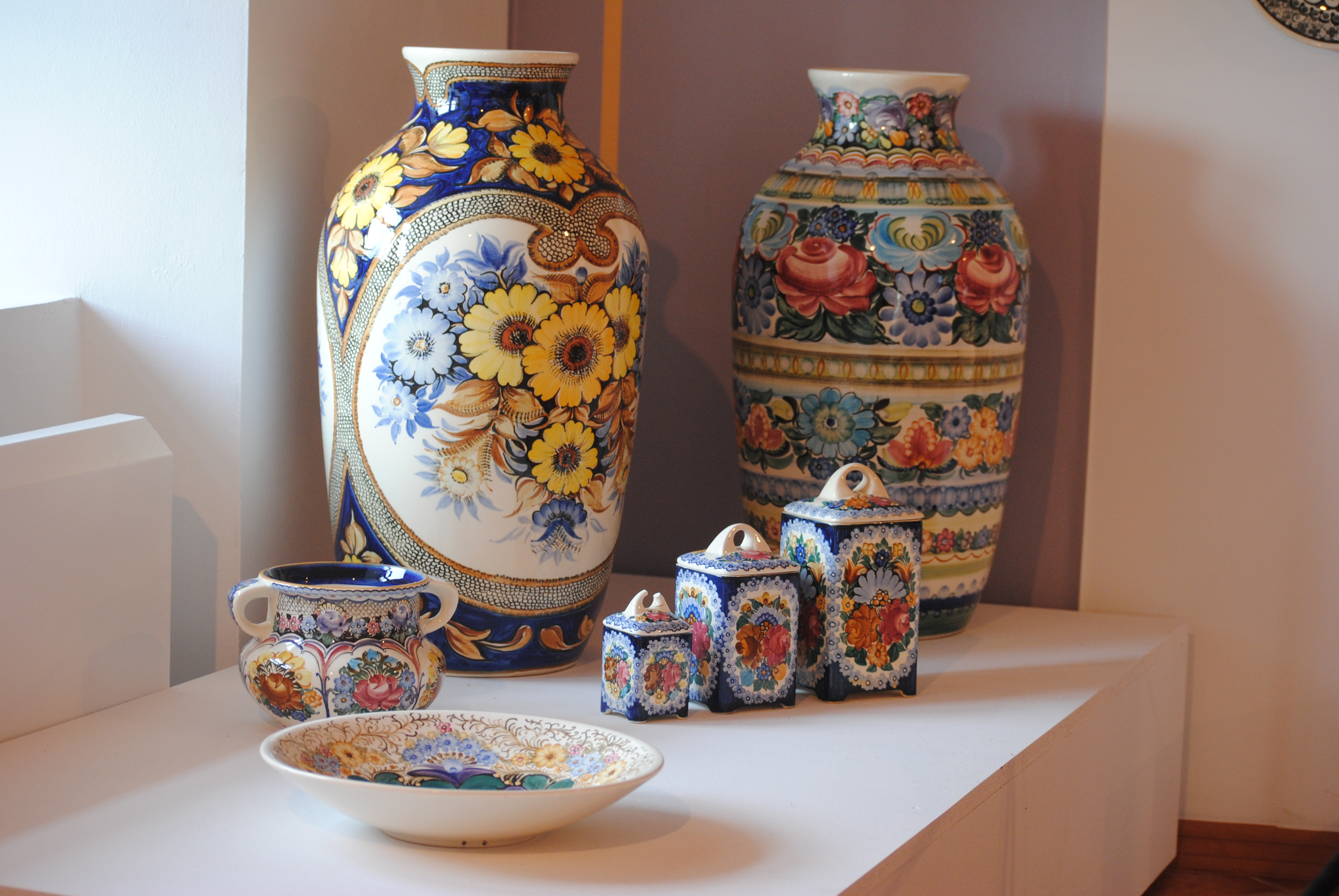
Wyroby fabryki Freudenreicha na wystawie w Muzeum Okręgowym w Koninie

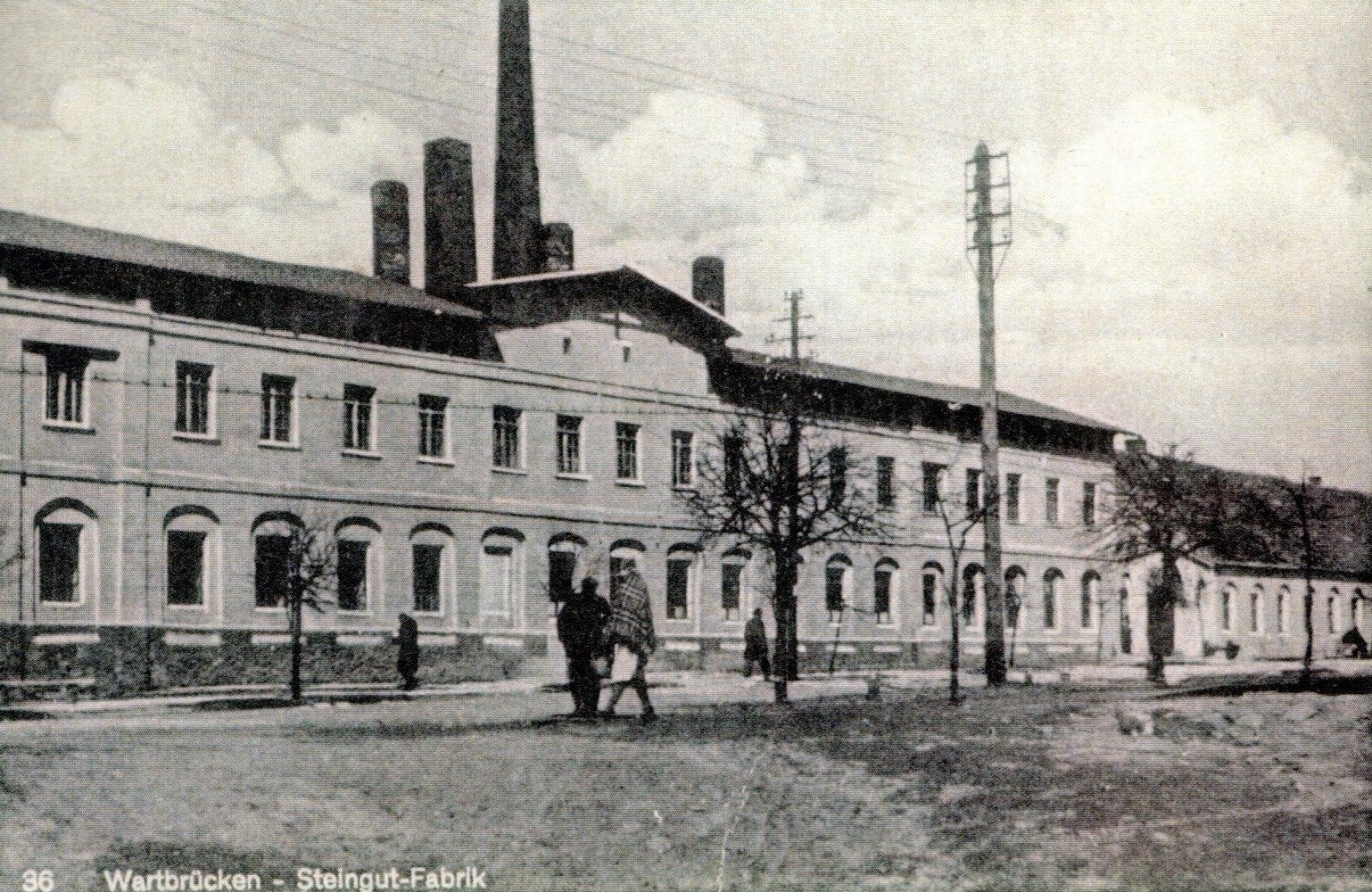
Fabryka ok. 1941 roku

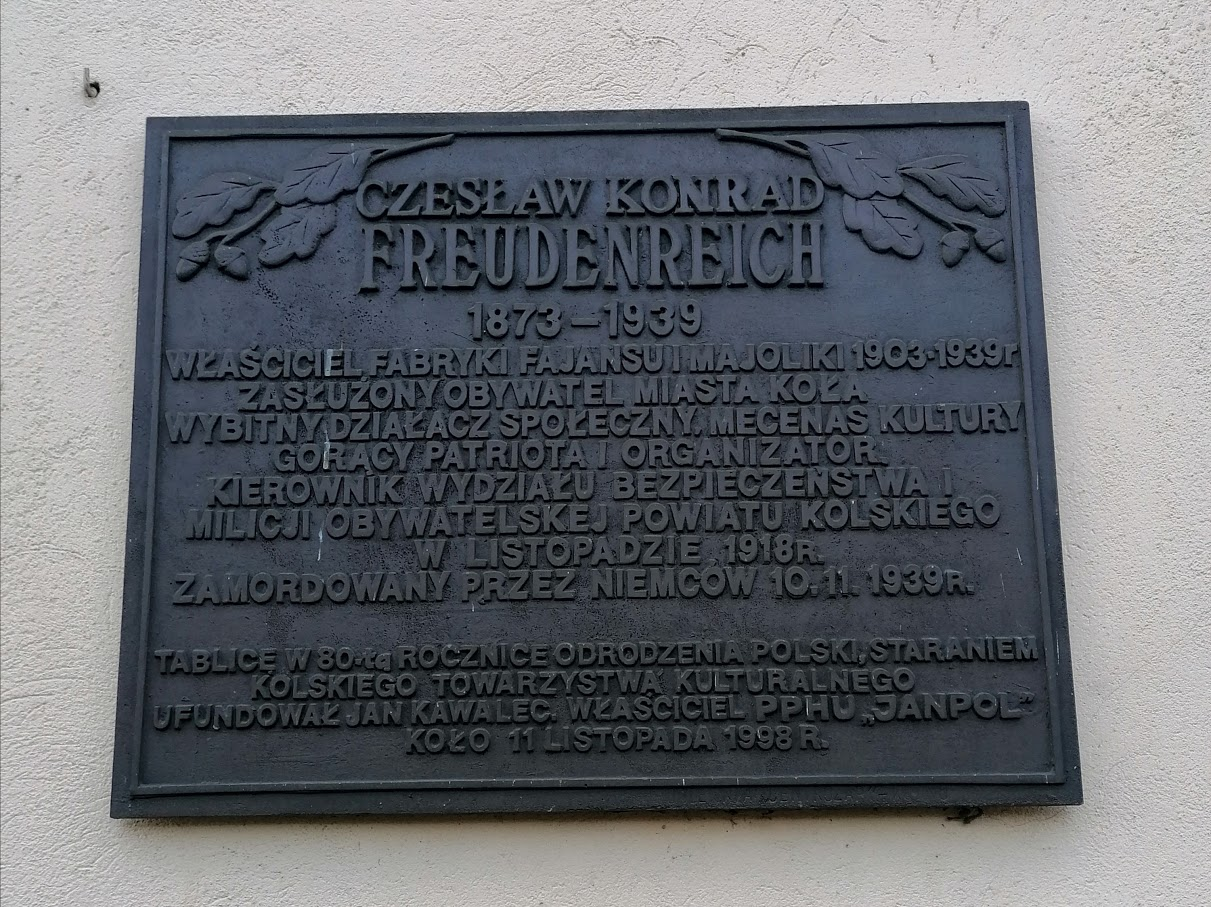
Tablica pamiątkowa upamiętniająca Czesława Freudenreicha, umieszczona na budynku fabryki w 1998 roku

18 sierpnia 1842 roku Józef Freudenreich, razem z Henrykiem Wendlerem wykupił dawny dom fabryczny w Kole, przy Trakcie Warszawskim, zobowiązując się ulokować w nim fabrykę. Budynek ten, wraz z placem, przeznaczony został na fabrykę porcelany, półporcelany i fajansu. Już w 1844 roku zakład posiadał 3 piece, 20 warsztatów i zatrudniał ponad 31 osób. Początkowo w fabryce produkowano także wyroby szklane, nie zachowały się jednak do dzisiaj żadne ich przykłady. W 1860 roku fabryka posiadała 20 warsztatów, 2 tokarnie, 5 pieców oraz warzelnię masy i młyn do mielenia glazury, a pracowało w niej łącznie 69 osób. Roczną wartość produkcji szacowano na około 40 tysięcy rubli. 
W 1880 roku fabrykę przejął syn Józefa – August Freudenreich. W 1884 roku fabryka składała się już z dwóch zakładów, a w jej asortymencie znajdowało się ponad 900 wzorów. Oprócz przyborów stołowych produkowano także zestawy sanitarne oraz przedmioty dekoracyjne. Freudenreich zatrudniał wtedy 153 pracowników, a roczny dochód jego zakładów wynosił 82 tysiące rubli.  
Od 1904 roku firmą zarządzali wspólnie synowie Augusta – Stefan i Czesław. Stefan opuścił Koło w 1914 roku, a Czesław pozostawał właścicielem kolskiej fabryki do swojej tragicznej śmierci w 1939 roku. Na początku XX wieku w fabryce pracowało wielu uzdolnionych artystów, m.in. Edward Trojanowski. W 1905 roku na podwórzu fabryki miał miejsce wielki wiec patriotyczny.  
W 1909 roku wyroby zakładu Freudenreichów zostały nagrodzone Złotym Medalem na Wystawie Przemysłu i Rolnictwa w Częstochowie. W 1912 roku Freudenreichowie zostali także odznaczeni dyplomem „Grand Prix” w Kaliszu oraz Złotym Medalem Muzeum Rzemiosł i Sztuki Stosowanej w Warszawie. Podczas I wojny światowej fabryka pozostawała nieczynna, została także zdemolowana przez wojska niemieckie. Produkcję uruchomiono ponownie dopiero w 1919 roku. W 1928 roku kolska fabryka stała się częścią syndykatu Centralne Biuro Sprzedaży Fajansu „Centrofajans” Sp. z.o.o. w Warszawie. W 1929 roku wyroby fabryki nagrodzono Brązowym Medalem na Powszechnej Wystawie Krajowej. W 1937 roku za pośrednictwem Izby Handlowej w Warszawie wysłano do Stanów Zjednoczonych dwie skrzynie wyrobów z kolskiej fabryki, wybuch wojny przekreślił jednak szanse firmy na tę współpracę. 
Po wybuchu II wojny światowej i rozstrzelaniu Czesława Freudenreicha fabryka przeszła pod zarząd niemiecki jako „Steingutfabrik C. Freudenreich”, a jej produkcja ograniczona została tylko do zaspokajania rynku lokalnego. Pod koniec wojny zakład został kompletnie zniszczony, a jego dokumentacja została wywieziona z Koła.  
W 1948 roku zakład został upaństwowiony. Początkowo fabryka została podporządkowana Zjednoczeniu Przemysłu Ceramiki Technicznej i Szlachetnej w Radomiu. W latach 1950–1961 funkcjonowała jako samodzielny podmiot gospodarczy pod nazwą Zakłady Fajansu „Koło” w Kole, a w styczniu 1963 roku połączyła się z Zakładami Wyrobów Sanitarnych, tworząc Zakłady Ceramiki Koło. Po 1974 roku kolska fabryka została połączona z Zakładami Ceramiki Stołowej we Włocławku. W 1991 roku Zakłady Fajansu zawiesiły działalność. W 1992 roku fabryka znalazła się w rękach prywatnego właściciela i działała pod nazwą Fabryka Fajansu „Janpol”, a następnie Fabryka Fajansu „Stanpol”, która zawiesiła działalność w 2008 roku. 
Tradycje firmy kontynuowała niewielka fabryka fajansu mieszcząca się przy ul. Zielonej 5.
Przy ul. Kajki 44 mieści się Muzeum Technik Ceramicznych w Kole, które posiada stałą ekspozycję poświęconą kolskiemu fajansowi. W 2024 roku w Muzeum Okręgowym w Koninie odbyła się wystawa w ramach której prezentowano wyroby kolskiej fabryki fajansu ze zbiorów Muzeum Technik Ceramicznych i Piotra Śniegockiego.

## Inne zakłady produkujące fajans w Kole

### Fabryka Kocha, Konikiewicza i Lindemana
W 1847 roku fabrykę w Kole założyli trzej przemysłowcy z Prus – Karol Koch, Teofil Konikiewicz i Teodor Lindeman (według innych źródeł właścicielem był tylko Karol (Kazimierz) Koch). Ich fabryka mieściła się na Warszawskim Przedmieściu, przy dzisiejszej ulicy Włocławskiej, naprzeciwko obecnego budynku Sądu Rejonowego. W fabryce produkowano wyroby z fajansu, półporcelany oraz kafle, mieściły się w niej 3 piece, 30 warsztatów, a zatrudnienie znajdowało ok. 50 pracowników. Od początku fabrykanci mieli problemy z kolskimi władzami miejskimi, które preferowały ich konkurenta – Józefa Freudenreicha. Fabryka nie prosperowała i została zamknięta już w 1854 roku. Nieznana jest dokładna lokalizacja fabryki, możliwe, że została ona później przejęta przez Jakuba Teichfelda.

### Fabryka Jakuba Teichfelda i Michała Raucha
W 1856 roku kolejną fabryką założył Jakub Teichfeld. Położona była na Warszawskim Przedmieściu, na rogu obecnych ulic Sienkiewicza i Szkolnej. W 1860 roku w fabryce znajdowało się 12 warsztatów, 2 tokarnie, 2 piece, warzelnia masy i młyn do mielenia glazury, a w zakładzie pracowało 39 osób. W tym samym roku roczną wartość produkcji zakładu szacowano na około 20 tysięcy rubli. W 1861 roku w fabryce miał miejsce pożar.
W 1873 roku do spółki z Teichfeldem wszedł Michał Lejba Rauch. W drugiej połowie lat 70. XIX wieku Jakub Teichfeld rozpoczął budowę nowej fabryki fajansu w podwarszawskim Pruszkowie, gdzie następnie przeniósł się z częścią pracowników z Koła. Michał Rauch kontynuował produkcję w Kole, posiadał także skład fabryczny w Warszawie (przy ulicy Granicznej 14), fabryka przestała funkcjonować po 1912 roku.
Fabryka ta była zlokalizowana najprawdopodobniej u zbiegu ulicy Włocławskiej i ulicy Sienkiewicza. Do dziś z całego kompleksu fabryki pozostał tylko jeden budynek, w którym najprawdopodobniej znajdował się skład wyrobów fajansowych. W głównym budynku fabrycznym po I wojnie światowej mieścił się Syndykat Rolniczy, a budynek został wyburzony po 1984 roku. Do 1939 roku na podwórzu fabryki istniał też młyn parowy Neumanna.

### Pozostałe fabryki
W 1874 roku Henryk Struve, opisując na łamach tygodnika „Kłosy” Koło wymienia także fabrykę Reicherta, wymienianą następnie w informatorach przemysłowo-handlowych jako malarnia porcelany Reicherta i Wintera. W wydanym w 1912 roku „Przewodniku po Guberni Kaliskiej” obok fabryk Freudenreicha i Raucha wymienia się także zakład M. Rachwalskiego, zatrudniający podobno 90 osób. Istnieje jednak pogląd, że nazwiska Rachwalski używał zamiennie Michał Rauch. W „Księdze adresowej dla przemysłu, handlu i rolnictwa” z 1917 roku widnieje także fabryka spółki Rotbarda i Kirschbauma, nie wiadomo jednak o niej nic poza nazwą. Istnieje teoria, że była to wcześniejsza fabryka Michała Raucha.